# سرودهای آهنگین

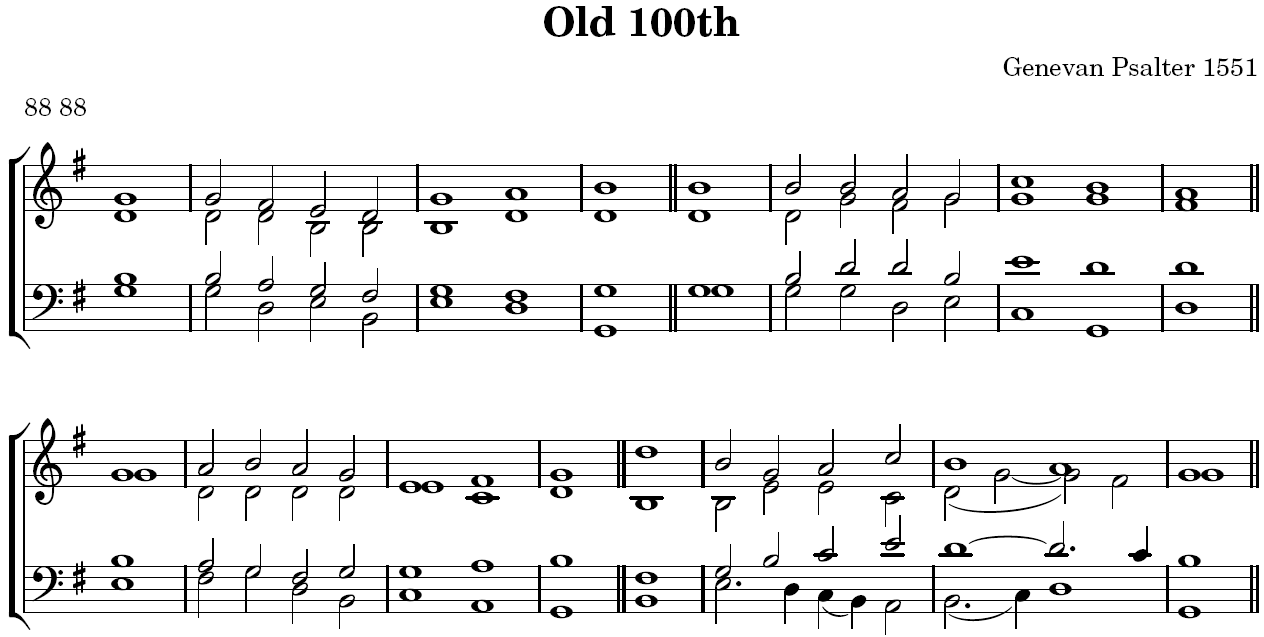
The Old 100th psalm tune, a famous hymn from the metrical psalters

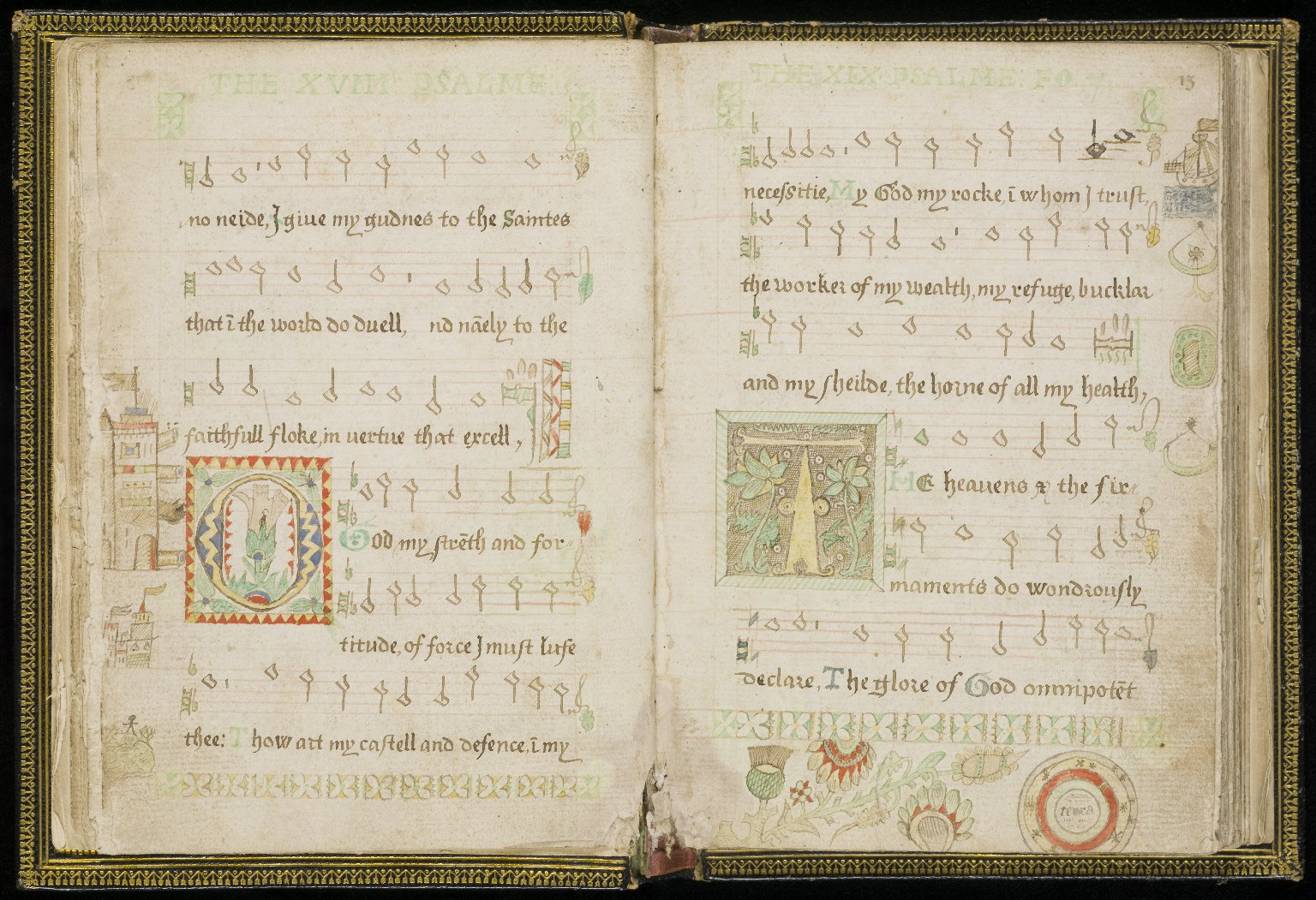
A 16th-century metrical psalter produced by Thomas Wood, held by the University of Edinburgh

یک سرود آهنگین گونه ای برگردان کتاب مقدس است. کتابی که شامل برگردان آهنگین همهٔ بخش‌های کتاب مزامیر به گویش شاعرانه برای کاربرد در کلیسا نوشته شده‌است. برخی از این کتاب‌ها شامل ملودی‌ها و تنظیمات هم می‌شوند. ترکیب بندی سرودهای آهنگین کار بزرگی در اصلاحات پروتستانی به ویژه در آیین کالونیسم بود.